# Mount Fitzsimmons (Antarktika)
Mount Fitzsimmons ist ein 876 m hoher Berg in der antarktischen Ross Dependency. Auf der Edward-VII-Halbinsel ragt er als höchster Gipfel der Rockefeller Mountains zwischen Mount Jackling und Mount Shideler auf.
Entdeckt wurde er am 27. Januar 1929 während eines Überfluges bei der ersten Antarktisexpedition (1928–1930) des US-amerikanischen Polarforschers Richard Evelyn Byrd. Namensgeber ist LeRoy G. Fitzsimmons (1915–1945), Teilnehmer der ebenfalls von Byrd geleiteten United States Antarctic Service Expedition (1939–1941).